# 京のにわか雨
「京のにわか雨」（きょうのにわかあめ）は、1972年8月に発売された小柳ルミ子の5枚目のシングル。元は、同1972年に発売した今陽子のアルバム『ピンキーひとり歩き』に収録されていた曲をカバーしたものである。ただし、今の元歌とは歌詞が大きく変更されており、旋律もごく一部変更されている。

## 概要
京都を代表するご当地ソングのひとつとなっている。ジャケットの風景は法観寺の五重塔（八坂の塔）周辺と思われる。B面収録の「東京わらべ歌」は平凡募集歌入選曲であった。
小柳のシングルでは、1971年のデビュー曲「わたしの城下町」、1972年の「瀬戸の花嫁」に続いて、3作目のオリコンチャート週間1位を獲得した。

## 収録曲
1. 京のにわか雨（3分29秒）
作詞：なかにし礼／作曲：平尾昌晃／編曲：森岡賢一郎
2. 東京わらべ歌（2分54秒）
作詞：浅木しゅん・補作：山上路夫／作曲：平尾昌晃／編曲：森岡賢一郎